# Vine
Vine var en mobilapp, der var ejet af Twitter. Vine gjorde det muligt for dens brugere at lave og poste korte videoklip, der kunnes deles og integreres på sociale netværkstjenester såsom Twitter (som erhvervede appen i oktober 2012) og Facebook.. Appen blev introduceret med en maksimal klip-længde på syv sekunder.
Vine blev i første omgang distibueret via Apples appstore, og blev senere på Android og Windows Phone. App'en blev lukket ned 17. januar 2017.